# Capel-le-Ferne
Capel-le-Ferne is een civil parish in het bestuurlijke gebied Dover, in het Engelse graafschap Kent met 1884 inwoners.

Battle of Britain Memorial
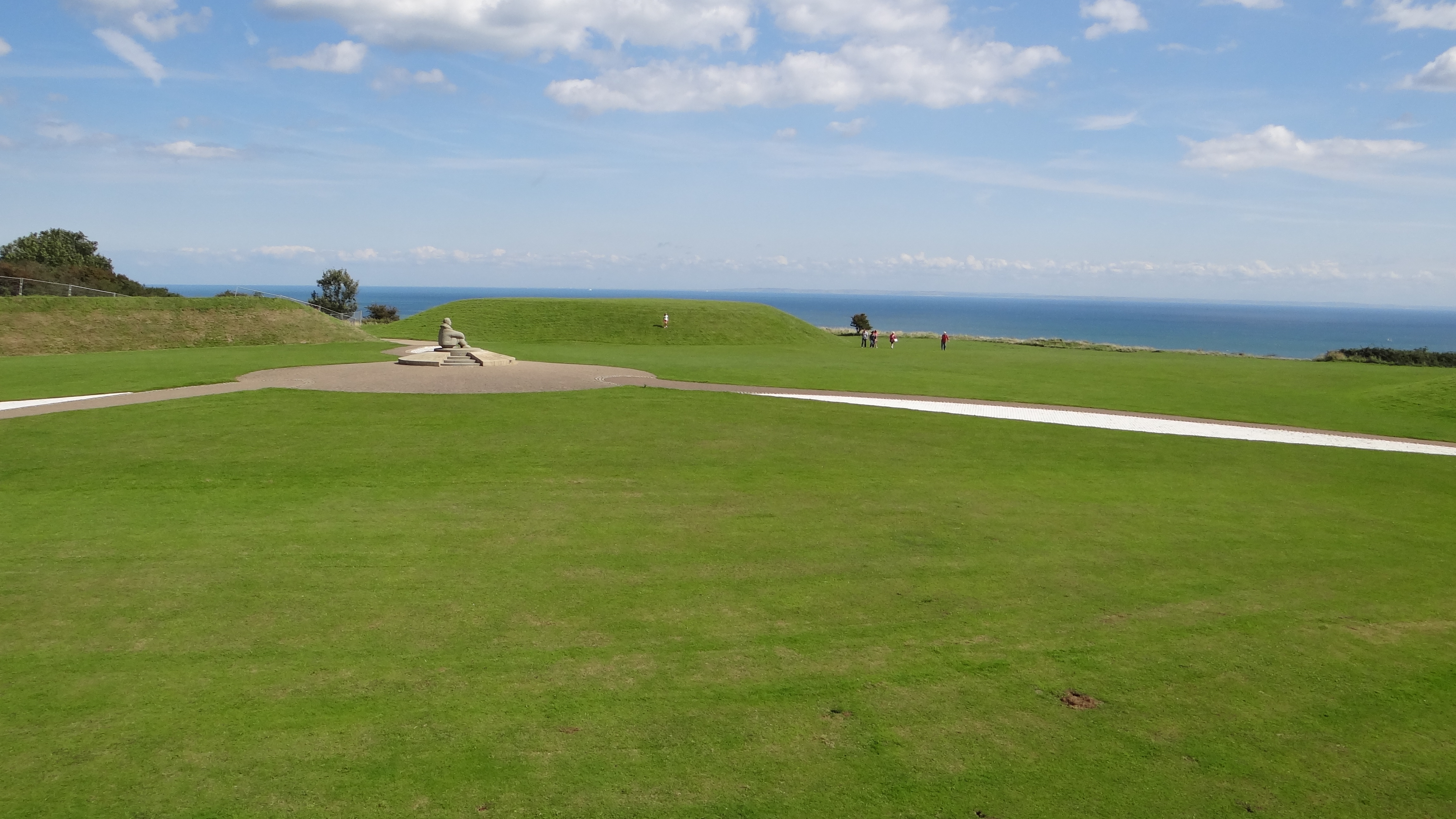
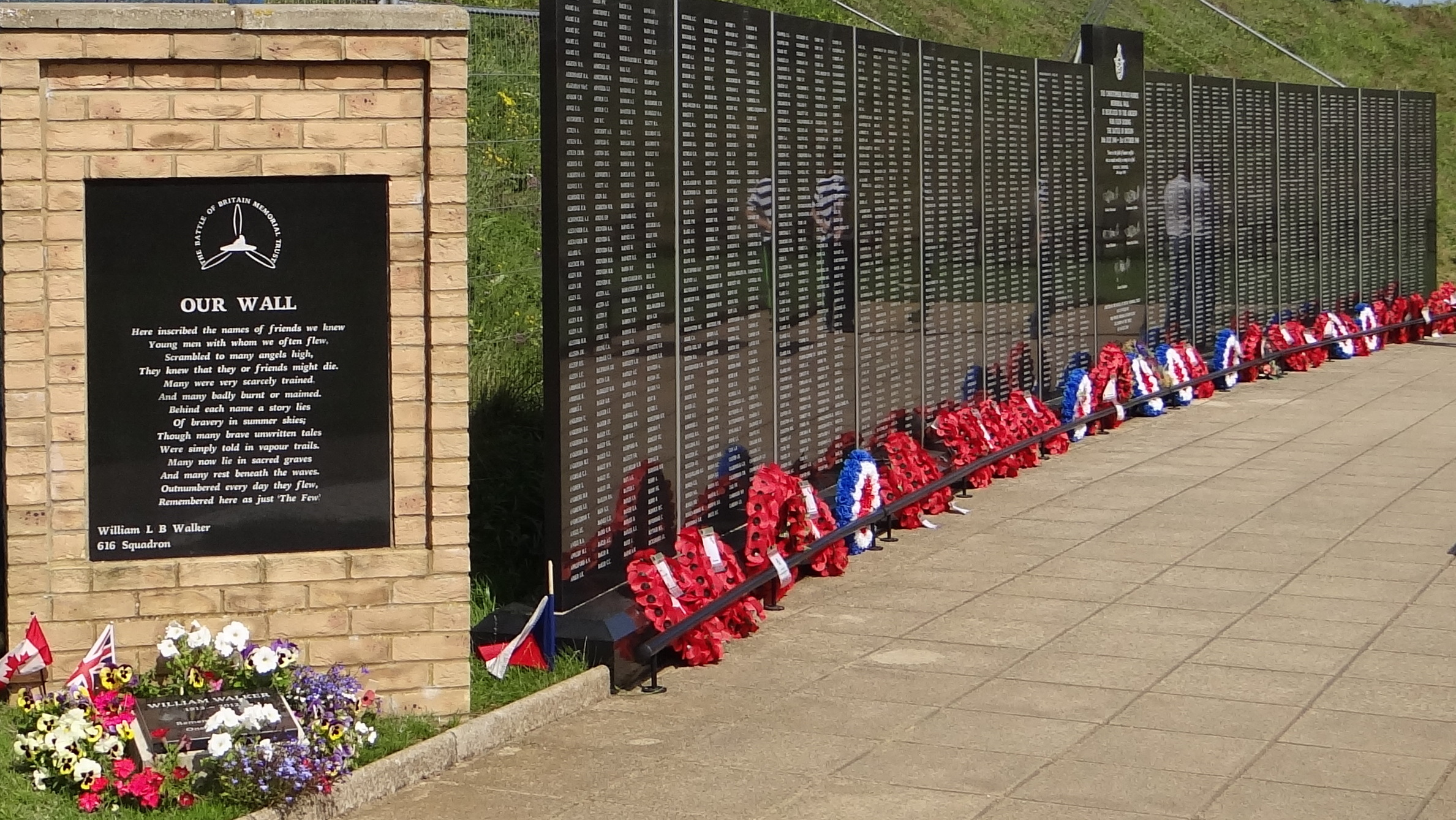
Memorial Wall